# Municipio Acosta (Falcón)
Acosta es uno de los 25 municipios forman parte del Estado Falcón, Venezuela. Tiene una superficie de 757 km² y una población de 21 516 habitantes (censo 2011). Su capital es San Juan de los Cayos. Está conformado por las parroquias Capadare, La Pastora, Libertador y San Juan de los Cayos.
Se ubica en la costa oriental del estado Falcón, basa su economía principalmente en dos sectores: la actividad turística y la explotación agrícola. Su litoral y paisajes naturales impulsan el desarrollo del turismo, mientras que su potencial productivo lo convierte en una zona de importancia para la agricultura regional.
Aproximadamente el 5 % de la superficie agrícola total del estado Falcón se concentra dentro de los límites del municipio, lo que lo posiciona como una de las jurisdicciones con mayor aporte agroproductivo de la entidad federal.

## Geografía

### Límites
- Al norte: el Mar Caribe.
- Al sur: con los municipios Iturriza y Manaure.
- Al este: el Mar Caribe.
- Al oeste: con los municipios Píritu, San Francisco y Manaure.

### Organización parroquial
| Parroquia             | Superficie | Población   | Densidad       |
| --------------------- | ---------- | ----------- | -------------- |
| Capadare              | km²        | hab.        | hab./km²       |
| La Pastora            | km²        | hab.        | hab./km²       |
| Libertador            | km²        | hab.        | hab./km²       |
| San Juan de Los Cayos | km²        | hab.        | hab./km²       |
| Municipio Acosta      | 757 km²    | 18.960 hab. | 25,05 hab./km² |

## Símbolos

### Bandera
Fue creada por Andreina Salas en el año 2002, quien ganó el concurso de la alcaldía para crear una bandera. La bandera del municipio tiene 3 colores:
- Marrón: simboliza la tierra de este municipio,
- Verde en el medio: que significa su naturaleza,
- Amarillo: abajo que significa su riqueza.

El círculo que se encuentra en la franja marrón de la bandera está dividido en 3 cuarteles, y cada uno tiene algo en su interior:
- Cuartel superior derecho: una vaca,
- Cuartel superior izquierdo: una la palmera,
- Cuartel inferior: un mar y unos peces.

### Escudo
El escudo del municipio presenta una composición simbólica tripartita:
- Cuartel derecho: una cabeza de toro, símbolo de la fuerza, la ganadería y la tradición agropecuaria del municipio.
- Cuartel izquierdo: una palmera, representando la vegetación local, la fertilidad del suelo y los recursos naturales presentes en la región.
- Espacio inferior: un flamenco, ave emblemática de los humedales y zonas costeras, que representa la biodiversidad, el turismo ecológico y la belleza natural del entorno.

## Política y gobierno

### Alcaldes
| Período     | Alcalde                  | Partido político / Alianza | % de votos | Notas |
| ----------- | ------------------------ | -------------------------- | ---------- | --- |
| 1989 - 1992 | Juan José Fernández Lugo | COPEI                      | 51,07      | Primer alcalde bajo elecciones directas |
| 1992 - 1995 | Juan José Fernández Lugo | COPEI                      | 49,06      | Reelecto |
| 1995 - 2000 | José Ángel Ascanio       | COPEI                      | -          | Segundo alcalde bajo elecciones directas (se realizaron elecciones generales adelantadas en el 2000 debido a la aprobación de la Constitución de 1999) |
| 2000 - 2004 | Francis Arias            | AD                         | 37,48      | Tercer alcalde bajo elecciones directas |
| 2004 - 2008 | Francis Arias            | AD                         | 36,00      | Reelecto |
| 2008 - 2013 | Henrry Estrada           | PSUV                       | 51,41      | Cuarto alcalde bajo elecciones directas (se postergan 1 año las elecciones municipales pautadas para finales del 2012)                                 |
| 2013 - 2017 | Francis Arias            | AD MUD                     | 51,41      | Quinto alcalde bajo elecciones directas |
| 2017 - 2021 | Carlos Carrasquero       | PSUV                       | 64,05      | Sexto alcalde bajo elecciones directas |
| 2021 - 2025 | Dannys Aguirre           | AD                         | 53,25      | Séptimo alcalde bajo elecciones directas |

### Concejo municipal
Período 1989 - 1992
| Concejales:            | Partido político / Alianza |
| ---------------------- | -------------------------- |
| Edgar Martínez         | AD                         |
| José Napoleón López    | AD                         |
| Juana María Polanco    | AD                         |
| Nelzon Medina          | AD                         |
| Ildemaro Rojas         | COPEI                      |
| Augusto Quintero       | COPEI                      |
| José Gregorio Martínez | COPEI                      |

Período 1992 - 1995
| Concejales:            | Partido político / Alianza |
| ---------------------- | -------------------------- |
| Armando Borges         | COPEI                      |
| Ildemaro Rojas         | COPEI                      |
| Teolindo Jiménez       | COPEI                      |
| Carmen Peña            | COPEI                      |
| José Gregorio Martínez | COPEI                      |
| Felix López            | AD                         |
| Felix Barrios          | AD                         |

Período 1995 - 2000
| Concejales:              | Partido político / Alianza |
| ------------------------ | -------------------------- |
| Pedro Sarquis            | COPEI                      |
| Carlos Sánchez           | COPEI                      |
| Juan José Fernández Lugo | COPEI                      |
| Rafael Argüelle          | AD                         |
| Olga Noguera             | AD                         |
| Eliezer Sánchez          | CONVERGENCIA               |
| Alexis Gomez             | LCR                        |

Período 2013 - 2018
| Concejales         | Partido político / Alianza |
| ------------------ | -------------------------- |
| Ángel Prince       | MUD                        |
| Ángel Rojas        | MUD                        |
| Dannys Aguirre     | MUD                        |
| David Ramírez      | MUD                        |
| Nelson Acosta      | PSUV                       |
| Eugenio Sánchez    | PSUV                       |
| Carlos Carrasquero | PSUV                       |

Período 2018 - 2021
| Concejales       | Partido político / Alianza |
| ---------------- | -------------------------- |
| Rafael Ramírez   | PSUV                       |
| Nelson Acosta    | PSUV                       |
| Marisol Machado  | PSUV                       |
| Eugenio Coronado | PSUV                       |
| Maria Jiménez    | PSUV                       |
| Jackson Pérez    | PSUV                       |
| Yasneydi Perozo  | PSUV                       |

Periodo 2021 - 2025
| Concejales:       | Partido político / Alianza |
| ----------------- | -------------------------- |
| Eduardo Rodríguez | AD                         |
| Pedro Sarquis     | AD                         |
| Amarelys López    | AD                         |
| Rosmarys Reyes    | AD                         |
| Luz Marina García | AD                         |
| Yasmili Llovera   | EL CAMBIO                  |
| Adalberta Castro  | PSUV                       |